# Visimská přírodní rezervace
Visimská přírodní rezervace (rusky Висимский заповедник, Visimskij zapovědnik; také označován jako Visimskij) je přírodní rezervace v Rusku chránící jižní oblast tajgy v oblasti Středního Uralu. 
Oblast je pojmenována po starobylé obci Visim, která byla domovem ruského spisovatele Dmitrije Narkisoviče Mamina-Sibirjaka, autora knih o Uralu.

## Geografie
Oblast se nachází v Sverdlovské oblasti, přibližně 100 kilometrů severozápadně od Jekatěrinburgu. Rezervace se rozprostírá na kontinentálním předělu mezi Asií a Evropou: voda odtéká do Kaspického (za pomocí řeky Volhy) i Karského moře (řekou Ob).
Reliéf je nízký, s nejvyšší nadmořskou výškou 699 metrů nad mořem (hora Bolšoj Sutuk).

## Klima
Rozprostírá se v mírném kontinentálním pásu s průměrnou roční teplotou vzduchu 1 °C. Ročně zde naprší průměrně 603,2 mm srážek. Klima rezervace se vyznačuje velkými výkyvy teploty, mírnými léty a zasněženými zimami. Vegetační období je zde dlouhé asi 141 dní.
Visimská oblast se nachází v ekoregionu Uralské horské tundry a tajgy. 

## Flora a fauna

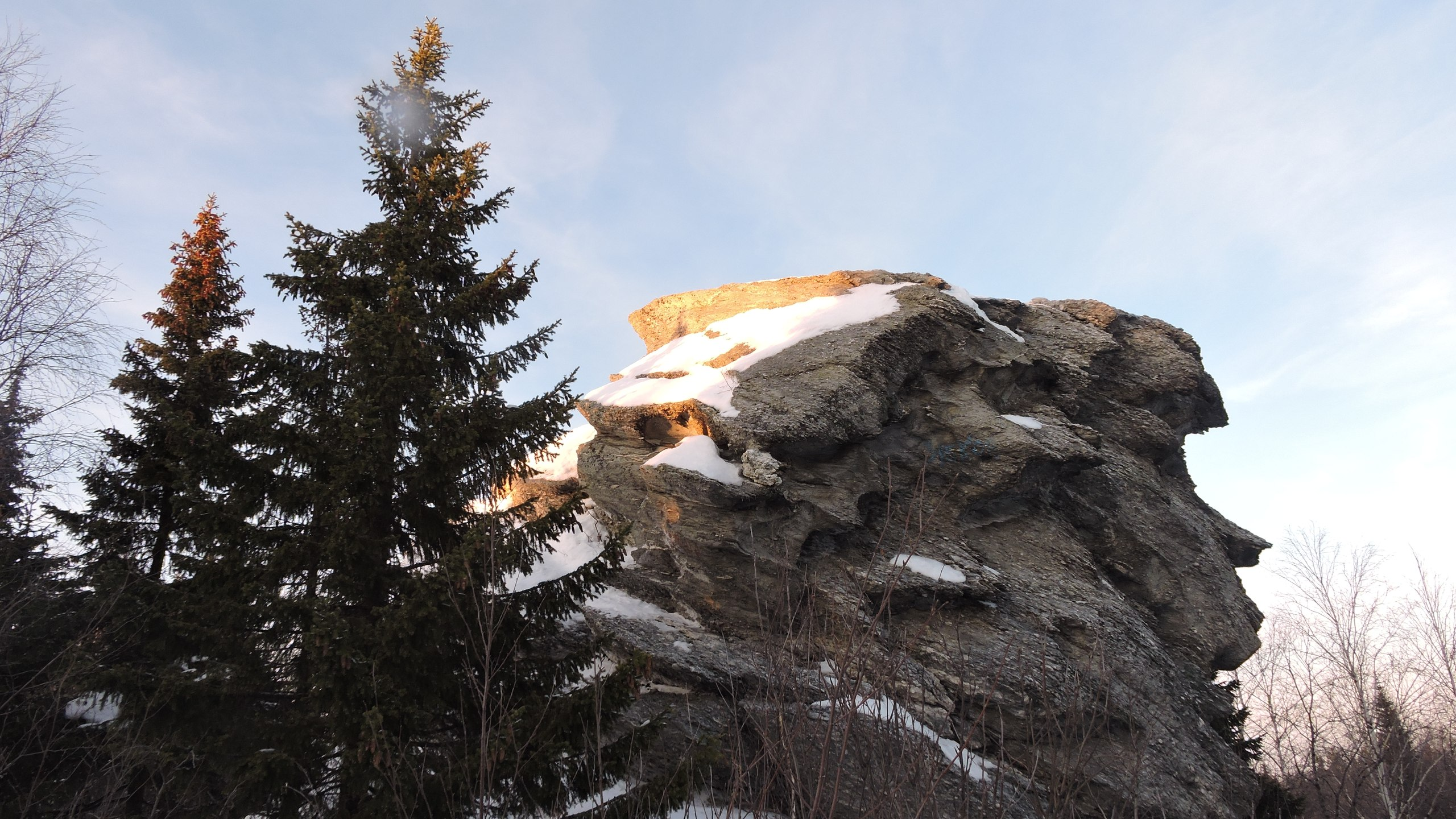
Hora Starý kámen (Старик-камень)

V oblasti se vyskytují převážně jehličnaté jedlovo-smrkové lesy, přičemž celkově je zalesněno 86 %. Dále zde hojně rostou borovice, břízy, osiky a sibiřské borovice. V nižších nadmořských výškách (350 až 450 m n. m.) jsou rozvinuty bažinaté smrkové a břízové lesy.
Fauna rezervace se nijak neodlišuje od jiných tajg ve středním Uralu, žije zde například los, vlk, medvěd, králík, bobr, kuna, mustela, lasice, rejsek a další hlodavci. Celkem je zde napočítáno 435 druhů cévnatých rostlin, 185 druhů ptáků (z toho 125 hnízdících) a 48 druhů savců.
Velké škody na území napáchaly velké bouře v roce 1995 a lesní požáry v letech 1998 a 2010. Ty nechaly nedotčených jen 15 čtverečních kilometrů z celkových 335.

## Přístupnost
Visimská rezervace je se svou IUCN kategorií Ia pro veřejnost většinou uzavřena. Výzkumníci si však mohou návštěvu oblasti domluvit s vedením parku. V současnosti jsou ve výstavbě tři turistické trasy.